# حزقيال كارلوس كاردونا
حزقيال كارلوس كاردونا (بالإسبانية: Juan Carlos Cardona) هو عداء مراثوني كولومبي، ولد في 7 يوليو 1974 في لا سيخا في كولومبيا.

## وصلات خارجية
- حزقيال كارلوس كاردونا على موقع الاتحاد الدولي لألعاب القوى (الإنجليزية)
- حزقيال كارلوس كاردونا على موقع رابطة إحصائيات سباق الطريق (الإنجليزية)
- حزقيال كارلوس كاردونا على موقع الرابطة الدولية لركض المسار (الإنجليزية)
- حزقيال كارلوس كاردونا على موقع اللجنة الأولمبية الدولية (الإنجليزية)
- حزقيال كارلوس كاردونا على موقع أوليمبيديا (الإنجليزية)